# Samsung Galaxy A14
Samsung Galaxy A14 là điện thoại thông minh Android được thiết kế và sản xuất bởi Samsung Electronics. Model 5G được công bố vào ngày 4 tháng 1 năm 2023, và model 4G LTE đã được công bố vào ngày 28 tháng 2 năm 2023. Các điện thoại được bố trí ba camera phía sau với camera chính 50MP, màn hình PLS LCD 6,6 inch với model 5G có tần số 90Hz, và pin Li-Po 5000 mAh. Các mẫu điện thoại được xuất xưởng với One UI Core 5 trên Android 13. Thiết bị này là một phần của dòng A Series của Samsung.

## Thông số kỹ thuật

### Phần cứng
Mẫu LTE được kết hợp với bộ xử lý MediaTek MT6769 Helio G80 (12nm), bao gồm octa-core (2x2,0 GHz Cortex-A75 & 6x1,8 GHz Cortex-A55) và GPU Mali-G52 MC2.
Mẫu 5G SM-A146B đi kèm với Exynos 1330 (5nm) SOC, bao gồm bộ xử lý Octa-core (2x2,4 GHz Cortex-A78 & 6x2,0 GHz Cortex-A55) và GPU Mali-G68 MP2. Nâng cấp hiệu suất so với mẫu điện thoại năm ngoái.
Mẫu 5G SM-A146P đi kèm với bộ xử lý MediaTek MT6833 Dimensity 700 (7nm) bao gồm octa-core (2x2,2 GHz Cortex-A76 & 6x2,0 GHz Cortex-A55) và GPU Mali-G57 MC2. Phần cứng này giống như mẫu điện thoại năm ngoái.

### Lưu trữ
Cả hai model đều có cấu hình bộ nhớ trong 64Gb / 4Gb RAM, 128/4 và 128/6. Mẫu 5G cũng đi kèm với cấu hình 128/8.
Cả hai điện thoại đều có bộ nhớ mở rộng, các mẫu quốc tế LTE và 5G sử dụng khe cắm thẻ nhớ microSDXC chuyên dụng và 5G USA's microSDXC sử dụng khe cắm SIM dùng chung.

### Camera
Cả hai mẫu đều đựoc trang bị ba camera phía sau, bao gồm các loại camera khác nhau. Cả hai đều có cùng camera chính 50 MP khẩu độ f/1.8 (góc rộng) với PDAF và camera 2 MP khẩu độ f/2.4 (macro). Mẫu 4G đi kèm với camera 5 MP khẩu độ f/2.2 (siêu rộng).
Mẫu 5G bao gồm ống kính chiều sâu 2 MP khẩu độ f/2.4. Cả hai máy ảnh đều có khả năng quay video 1080p@30fps và sử dụng công nghệ HDR.
Cả hai model đều sử dụng cùng một camera selfie 13 MP khẩu độ f/2.0 có khả năng quay video 1080@30fps.

### Pin
Cả hai mẫu điện thoại đều đi kèm với cùng một loại pin Li-Po không thể tháo rời 5000 mAh, hỗ trợ sạc nhanh 15W (USB-C có dây).

### Màn hình
Cả hai mẫu đều có màn hình PLS LCD FHD 6,6 inch (1080 x 2408).
Màn hình của mẫu 5G đi kèm với màn hình tốc độ làm tươi 90Hz.

### Các tính năng
Cả hai điện thoại đều có giắc cắm tai nghe 3,5 mm, NFC, cảm biến vân tay được bố trí ở cạnh bên, Bluetooth 5.1, GPS, cảm biến gia tốc, cảm biến tiệm cận và la bàn.
Mẫu 5G cũng đi kèm với cảm biến con quay hồi chuyển Bluetooth 5.2, áp kế (dành riêng cho thị trường Hoa Kỳ), Đài FM (chỉ ở Exynos 1330) và 5G

### Thiết kế
Điện thoại có thiết kế rất giống với năm ngoái, sử dụng cùng một màn hình và trang bị cấu hình máy ảnh rất giống nhau. Cả hai điện thoại đều có mặt trước bằng kính, mặt sau bằng nhựa và khung nhựa.

#### Màu sắc
Mẫu 4G bao gồm các màu: màu đen, đỏ sẫm, bạc và xanh lục.
Mẫu 5G bao gồm các màu: màu đen, xanh nhạt, đỏ đậm và bạc.

#### Kích thước
Cả hai mẫu điện thoại đều có kích thước 167,7x78x9,1mm (6,60x3,07x0,36in).
Trọng lượng của mẫu 4G là 201g, còn mẫu 5G là 202g.